# 大平奈津美
大平奈津美（おおひら なつみ、1991年11月21日 - ）は、神奈川県出身のA-team所属の女優。蠍座。血液型はO型。

## 出演

### テレビドラマ
- 金曜時代劇 物書同心いねむり紋蔵 第5話（1998年5月、NHK） - 藤木妙 役
- 青い花火（1998年、NHK）
- 恋愛結婚の法則（1999年7月 - 9月、フジテレビ） - 中嶋美季 役
- 双子探偵 第4話（1999年7月24日、NHK教育）
- バースデイ〜こちら椿産婦人科〜 第10話（1999年、テレビ東京）
- バーチャルガール（2000年1月 - 3月、日本テレビ） - 早川リサ（幼少）役
- 東芝日曜劇場 催眠（2000年7月 - 9月、TBS） - レギュラー ※最終話は未出演
- フードファイト 第3話（2000年7月15日、日本テレビ） - 田畑久美子 役
- 土曜ワイド劇場 殺意の涯て（2000年12月23日、テレビ朝日）
- 史上最悪のデート 第5話（2001年1月7日、日本テレビ） - 慎太郎の妹 役
- 女子アナ。 最終話（2001年3月20日、フジテレビ） - 沢口美保 役
- 恋を何年休んでますか（2001年10月 - 12月、TBS） - 小西桃子 役
- 世にも奇妙な物語 秋の特別編「奇跡の女」（2001年10月4日、フジテレビ） - 楠田のぞみ 役
- 眠れぬ夜を抱いて（2002年4月 - 6月、テレビ朝日） - 中河美奈 役
- アフリカの蹄（2002年12月、NHKハイビジョン）
- さとうきび畑の唄（2003年9月28日、TBS） - 平山春子 役
- 月曜ドラマシリーズ 愛の家〜泣き虫サトと7人の子〜（2003年8月 - 9月、NHK） - 清水エリ 役
- 土曜ワイド劇場「邪光」（2004年5月15日、テレビ朝日） - 黎子 役
- エンジン（2005年4月 - 6月、フジテレビ） - 田口奈央 役
- シバトラ 第7話（2008年8月19日、フジテレビ） - 生野弥生 役
- ゴーストフレンズ 第7話（2009年5月21日、NHK） - 山城静香 役
- ブザー・ビート〜崖っぷちのヒーロー〜 第1話・5話・7話・最終話（2009年7月13日・8月10日・24日・9月21日、フジテレビ） - 草薙千尋 役
- 土曜時代劇 オトコマエ!2（2009年11月14日、NHK） - お民 役
- 明日の光をつかめ（2010年8月3日 - 9月3日、東海テレビ） - 金井希美（漆原豊子） 役
- 大切なことはすべて君が教えてくれた（2011年1月 - 3月、フジテレビ） - 千葉奈々 役
- 月曜ゴールデン 十津川警部シリーズ46 特急『草津』殺人迷路（2012年1月9日、TBS） - 井岡さつき 役
- Woman 第8話（2013年8月21日、日本テレビ） - 吉川春菜 役

### 映画
- お受験（1999年、滝田洋二郎監督） - 富樫真結美 役
- フシギのたたりちゃん（2000年、岩沢清監督） - 主演・たたり 役
- 恐怖学園（2001年、山口誠監督） - 朝倉沙耶 役
- 玩具修理者（2002年、はくぶん監督）
- 壬生義士伝（2003年、滝田洋二郎監督） - みつ（少女期） 役
- HAZAN（2004年、五十嵐匠監督） - 板谷百合子 役
- 花田少年史 幽霊と秘密のトンネル（2006年、水田伸生監督） - 花田徳子 役
- 恋空（2007年、今井夏木監督） - ユカ 役

### CM
- 日本コカ・コーラ「ピオン」
- JA「鹿児島経済連」